# David Newman
David Newman (Corsicana, 1933. február 24. – Kingston, 2009. január 20.) amerikai dzsessz-szaxofonos. Az 1950-es, -60-as években főképp Ray Charles fellépéseinek egyik zenészeként lett ismert. 1950-es évektől gyakran volt stúdiózenész is, leginkább az Atlantic Recordsnál. Dallasban nőtt fel, ahol zongorázni és szaxofonozni tanult. A „Fathead” gúnynevet még az iskolában kapta egy kiborult zenetanárától, amikor Sousa dallamrészt fújt a kotta tartalma helyett.
Játszott többek között Aretha Franklin, B. B. King, Eric Clapton, Natalie Cole, Aaron Neville, Dr. John, King Curtis, Herbie Mann mellett.

## Lemezválogatás
- House of David (Rhino 1952–1989)
- Lone Star Legend (1981)
- Still Hard Times (Muse, 1982; + Hank Crawford, Larry Willis, Walter Booker, Jimmy Cobb)
- Heads Up (1987)
- Fire! Live at the Village Vanguard (1989)
- Bluesiana Triangle (1990)
- Blue Greens and Beans (1990)
- Blue Head (1990)
- Bigger And Better (1993)
- Mr. Gentle, Mr. Cool (Kokopelli, 1994; + Jim Pugh, Ron Carter, Lewis Nash)
- Under a Woodstock Moon (1996)
- It’s Mr. Fathead (1998)
- Chillin’ (1999)
- Captain Buckles (2000)
- Davey Blue (2001)
- The Gift (2003)
- Song for the New Man (2004; + John Hicks, Curtis Fuller, John Menegon, Jimmy Cobb)
- I Remember Brother Ray (2005)
- Cityscape (2006)